# Tsukuyomi
Tsukuyomi (月読) là vị thần mặt trăng trong thần đạo và thần thoại Nhật Bản. Cái tên "Tsukuyomi" là từ ghép giữa hai từ tiếng Nhật cổ là tsuku (月 "mặt trăng", tiếng Nhật hiện đại là tsuki) và yomi (読み "đọc, đếm"). Nhật Bản thư kỷ viết bằng cách đánh vần khác là Tsukuyumi (月弓), nhưng yumi ở đây có thể là một biến thể phát âm của yomi. Một cách giải thích khác là, cái tên này được kết hợp giữa tsukiyo (月夜 "đêm trăng sáng") và mi (見 "ngắm nhìn").
Khác với những thần thoại của các quốc gia khác, thần mặt trăng của Nhật Bản là một vị nam thần. Điều này được nói rõ trong các thư tịch cổ như Cổ sự ký và Vạn diệp tập, trong đó tên của Tsukuyomi đôi khi được viết là Tsukuyomi Otoko (月讀壮士) hoặc là Tsukihito Otoko (月人壮士).

## Thần thoại
Tsukuyomi là người được sinh ra thứ hai trong "tam quý tử", ba vị thần được Izanagi sinh ra lúc đang tẩy uế sau khi rời hoàng tuyền. Theo đó, Tsukuyomi được sinh ra từ mắt phải của Izanagi. Tuy nhiên, trong một câu chuyện khác, Tsukuyomi được sinh ra từ một chiếc gương đồng trắng trong tay phải của Izanagi.
Sau khi leo lên thang trời, Tsukuyomi sống ở Cao thiên nguyên cùng với chị gái nữ thần mặt trời Amaterasu, người sau này trở thành vợ của anh.
Tsukuyomi đã chọc Amaterasu tức điên khi giết nữ thần thực phẩm Uke Mochi. Amaterasu phái Tsukuyomi đại diện cô đến dự bữa tiệc do nữ thần thực phẩm Uke Mochi tổ chức. Nữ thần đã tạo ra thức ăn bằng cách đối diện với biển cả rồi phun ra cá; đối diện với núi rừng rồi phun ra động vật; đối diện với bình nguyên rồi phun ra cơm. Bữa tiệc được trang trí tinh tế và trông ngon miệng, nhưng Tsukuyomi cảm thấy thật kinh tởm, "Thật là dơ bẩn ô bỉ! Ả dám dùng miệng phun ra đồ ăn mà chiêu đãi ta!", dứt lời liền rút kiếm chém chết Uke Mochi. Amaterasu nghe tin cả giận mà nói, "Hắn là ác thần! Chúng ta về sau sẽ không gặp lại nữa." Cho nên ban ngày cùng đêm tối liền tách ra.